# Élément moral
Als élément moral (auch élément subjectif, élément psychologique oder élément intellectuel) bezeichnet man im Strafrecht Frankreichs neben élément légal und élément matériel eine Voraussetzung der Strafbarkeit. Das élément moral soll dabei den moralischen Vorwurf an den Täter begründen. Dieser entfällt etwa, wenn der geistige Zustand des Täters (Minderjährigkeit, psychische Störungen) oder Irrtümer des Täters dies gebietet.